# Foto segnaletica
Una foto segnaletica è un ritratto fotografico a mezzo busto di una persona, di fronte e di profilo, generalmente scattato dopo l'arresto e prima dell’inserimento nel sistema giudiziario. La persona ritratta è talvolta tenuta a sorreggere un cartello con numero di matricola, nome ed altri dati personali. Spesso, specialmente negli Stati Uniti le foto segnaletiche o mugshot (in lingua inglese), di criminali famosi o famigerati sono diventati souvenir da collezione.
La fotografia segnaletica è parte della fotografia criminale. La fotografia criminale è la rappresentazione dei delitti e dei criminali da parte degli organi di polizia e della stampa per gli organi giudiziari e l’opinione pubblica.

## Storia

### Le origini

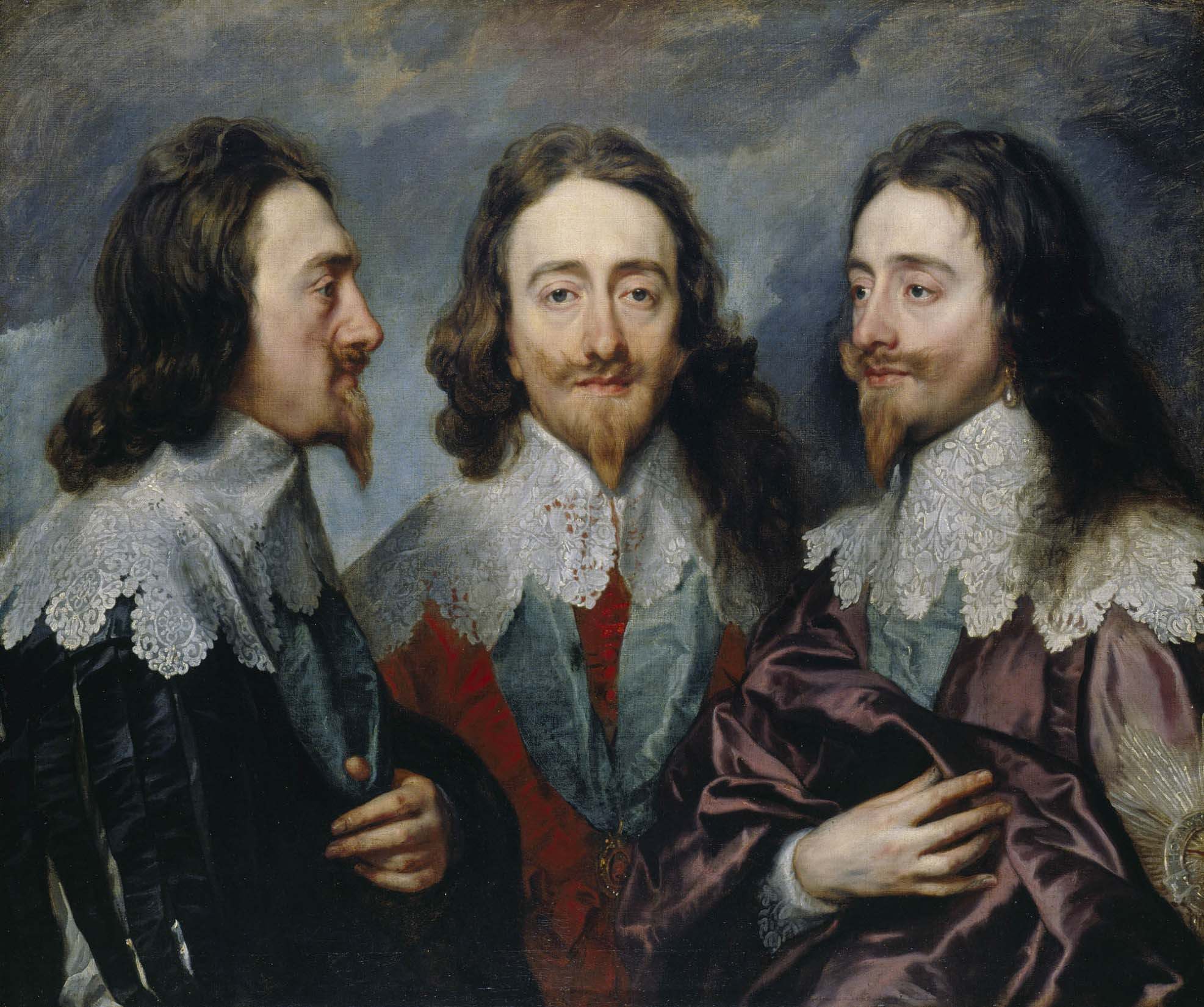
Triplo ritratto di Carlo I, 1635

Il primo ritratto segnaletico fu dipinto nel 1635 da Antoon Van Dyck e raffigurava il re Carlo I in tre posizioni: di fronte, di profilo destro e di mezzo profilo sinistro e fu inviato al Bernini per l’esecuzione di un busto marmoreo. Nel 1642 Philippe de Champagne dipinse un triplo ritratto de Cardinale de Richelieu destinato allo scultore romano Alberto Mochi.
In Francia a pochi anni dalla nascita dei primi procedimenti fotografici, dopo la fine della lite giudiziaria fra gli eredi di Joseph Nicéphore Niépce e Louis Mandé Daguerre , le nuove tecniche vennero messe a disposizione di tutti  grazie all'intervento del ministro della polizia Duchatél. 
Il 15 giugno del 1839 il ministro illustrò davanti alla camera dei deputati "l’exposé des motifs" del progetto di legge necessario all’acquisto dell’invenzione da Daguerre e Niépce figlio.
A Duchatél non era sfuggita la possibilità di ottenere grazie alla forza della luce una misura oggettiva e matematica dell’aspetto umano che potesse essere utile al riconoscimento ed alla catalogazione di criminali o sospetti tali da parte della autorità di pubblica sicurezza. L’apparecchio fotografico era anche un apparecchio "antropometrico" per misurare e catalogare le persone.
La fotografia giudiziaria e segnaletica nacque quindi contemporaneamente alla fotografia tout court. 
Nel giro di pochi anni la foto segnaletica diventò una prassi per tutti i corpi di polizia, sia in Europa che negli Stati Uniti. Nel 1852 la polizia di Birmingham fotografava i criminali arrestati, nel Regno Unito l’habitual criminal office riceveva le foto segnaletiche da tutte le 115 prigioni del regno e conservava, nel 1872, più di 30.00 schede.
In Italia, dopo la spedizione dei Mille, scoppiò una lunga guerra tra banditi ed esercito italiano. Nel 1868 esercito e carabinieri ebbero la meglio sulla famigerata banda Ciccone, i cui membri vennero fotografati sia vivi che morti. Le foto vennero composte poi in un trionfo a forma di fiamma per essere esposto nelle caserme.
A New York il dipartimento di polizia organizzò nel 1858 una galleria di immagini aperta al pubblico, con le foto segnaletiche dei latitanti, allo scopo di permetterne la cattura grazie all'identificazione da parte dei cittadini. Questa iniziativa trovò molti imitatori e simili gallerie furono aperte in Germania nel 1864, Russia nel 1867, Inghilterra nel 1870 e persino in Nuova Zelanda.
Negli Stati Uniti l'uso della fotografia segnaletica non era limitato alla polizia tradizionale, l'agenzia Pinkerton fece un largo uso del mezzo fotografico e curò la stampa di volantini ad uso degli agenti sparsi su tutto il territorio nazionale; tali volantini erano anche utilizzati da operatori indipendenti, noti come bounty killers, la cui memoria è stata tramandata da tanti film western.

### Lo sviluppo scientifico
Alphonse Bertillon (1853–1914), capo del servizio di identificazione della prefettura di polizia di Parigi, fu il primo a formulare una teoria scientifica generale per la descrizione dei malfattori, la loro classificazione ed il loro riconoscimento. Nel suo libro La photographie judiciaire : avec un appendice sur la classification et l'identification anthropométriques Bertillon illustra l'approccio, la tecnica, la classificazione e la divulgazione delle immagini scattate allo scopo dell'identificazione e della successiva cattura dei malfattori. 
Al tempo del Bertillon l'uso delle lastre fotografiche secche, appena apparse sul mercato, rendeva l'opera del fotografo giudiziario più semplice, anche se a causa dei tempi di esposizione abbastanza lunghi spesso per immobilizzare i recalcitranti soggetti si doveva ricorrere alla camicia di forza, e nei casi estremi, al cloroformio o al gas esilarante. 
Oltre ad essere un teorico ed un organizzatore Bertillon si cimentò anche nella ideazione e costruzione di apparecchiature per la ripresa: suo è il progetto ampiamente utilizzato di uno sgabello da ripresa su cui si faceva sedere il soggetto da schedare, volutamente scomodissimo, che costringeva il soggetto a concentrarsi nella ricerca di una posizione meno dolorosa e gli faceva assumere un'espressione del volto naturale, utile alla classificazione.
Uno dei maggiori successi del Bertillon fu la scoperta e la dimostrazione che il famigerato anarchico dinamitardo Ravachol, il terrore di Parigi, era in realtà François Koenigstein un pazzo schizofrenico già ricercato per furto, profanazione di cadavere e rapina.

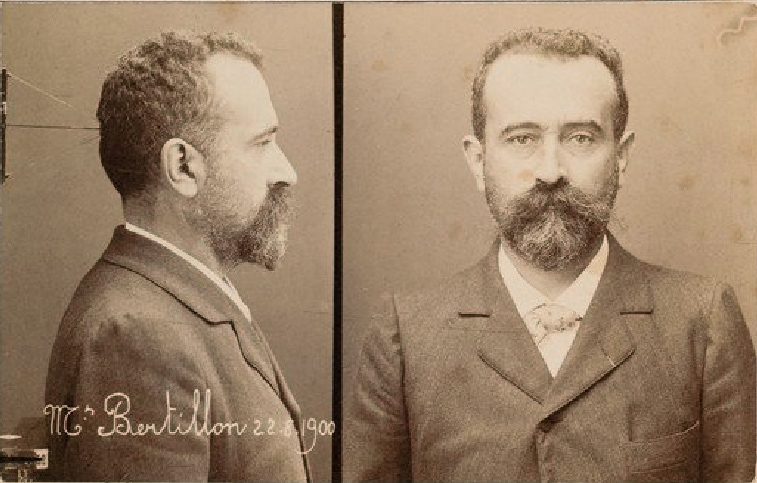
Foto segnaletica di Alphonse Bertillon, inventore del metodo

In Italia la riorganizzazione della polizia scientifica iniziò nei primi anni del novecento sotto la guida di Salvatore Ottolenghi già assistente di Cesare Lombroso. Il settore fotografico, la cui sede era a Roma nei locali che oggi ospitano il commissariato Trevi, fu affidato nel 1903 ad Umberto Ellero che gettò le basi per la moderna fotografia segnaletica e criminale Italiana. Ellero fu attivo sia in campo pratico, progettando e costruendo apparecchi di ripresa ed accessori per la ricognizione sul campo, sia in campo teorico, scrivendo il primo manuale italiano di fotografia segnaletica e criminale: La fotografia nelle funzioni di polizia e processuali.
Ad Umberto Ellero si deve lo sviluppo del più sofisticato apparecchio di foto segnaletiche, Le gemelle. L'apparecchio consisteva in una pedana di legno su cui poggiavano due apparecchi fotografici a lastre, che potevano essere comandati simultaneamente, sia per lo scatto che per i movimenti, attraverso cavi e tiranti che correvano sotto la pedana. I due apparecchi situati ad angolo retto erano in grado di scattare nello stesso momento sia la foto frontale del sospettato che quella di profilo. Le gemelle di Ellero rimasero in funzione in Italia fino al 1959, quando vennero sostituite dal sistema ISP di progettazione tedesca.

## Reazione e Rivoluzione

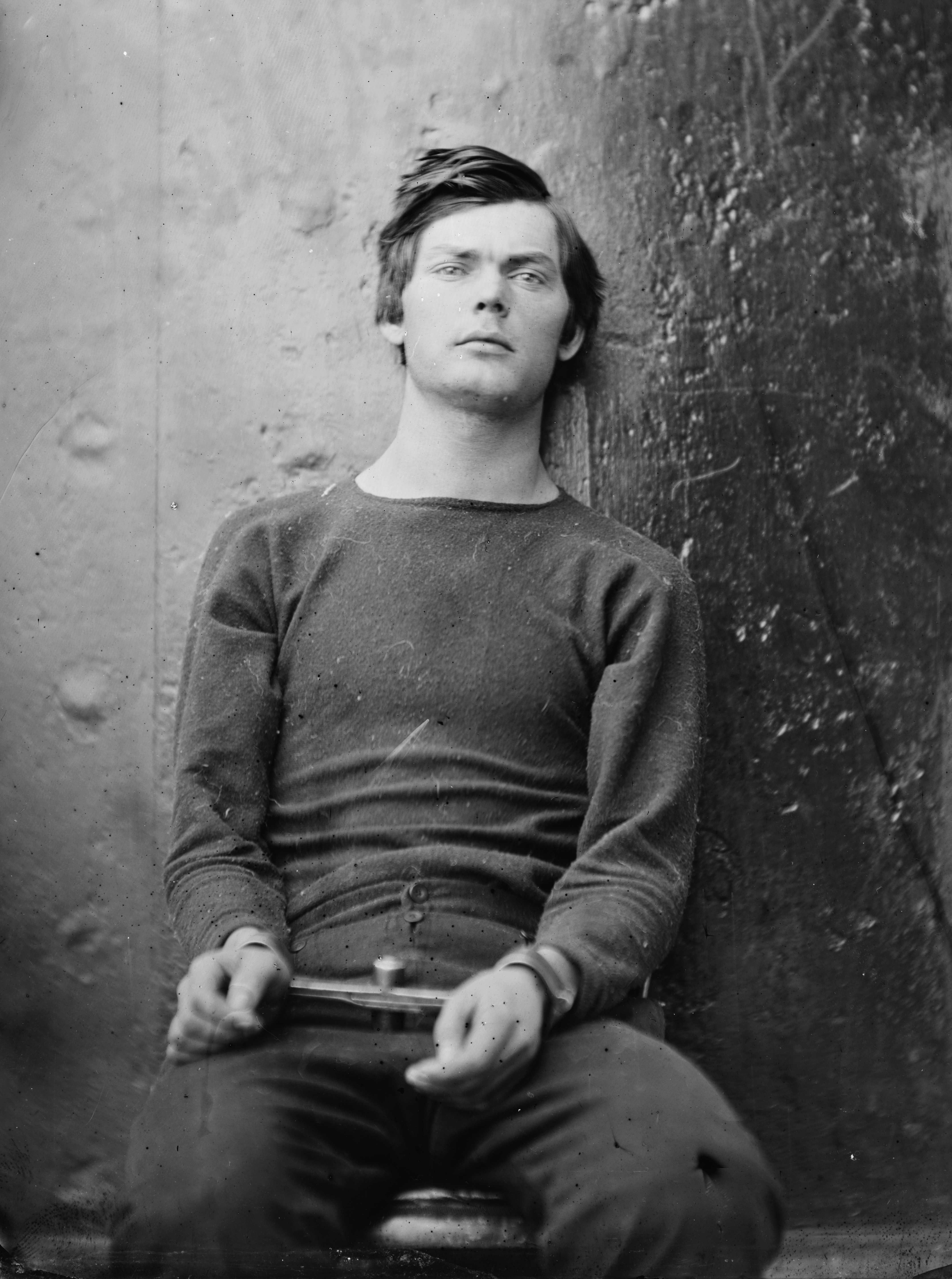
Lewis Payne prima dell'impiccagione

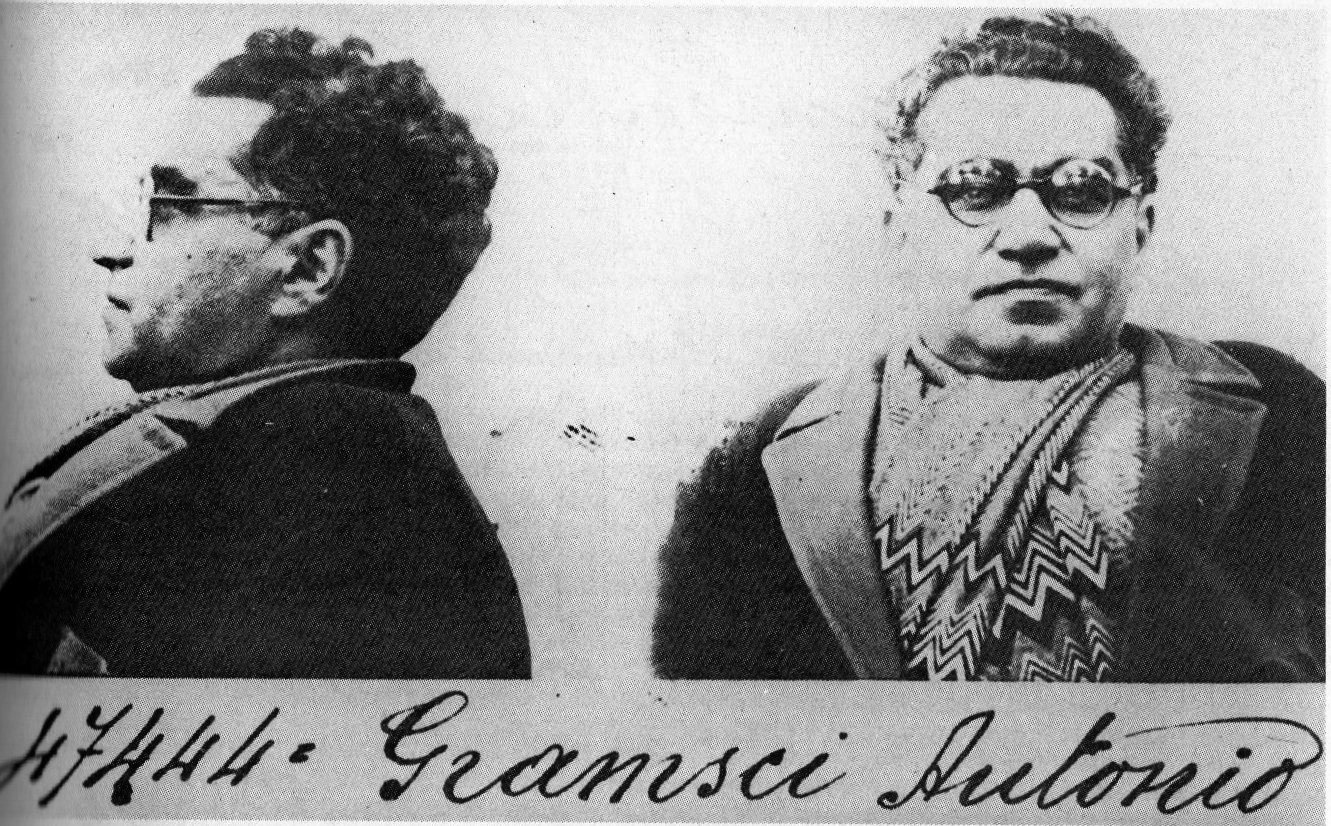
Foto segnaletica di Gramsci del 1933

A sinistra Lewis Thornton Powell (22 aprile 1844 – 7 luglio 1865), conosciuto anche come Lewis Payne, partecipò al complotto contro Abramo Lincoln e tentò di assassinare William Henry Seward, fu condannato ed impiccato. La foto segnaletica è opera di Mathew Brady famoso per i suoi reportages sulla guerra di secessione americana. A destra Antonio Gramsci fotografato nel Carcere di Turi nel 1933 poco prima del suo trasferimento in clinica. Sotto a sinistra Lenin, pseudonimo di Vladimir Il'ič Ul'janov ritratto dalla polizia zarista. Sotto a destra una foto segnaletica del 1903, Mussolini ritratto dalla polizia di Berna, all'epoca in cui militava nei socialisti rivoluzionari.

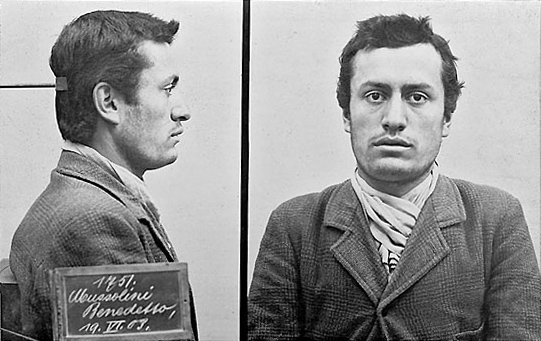
Foto segnaletica di Mussolini del 1903

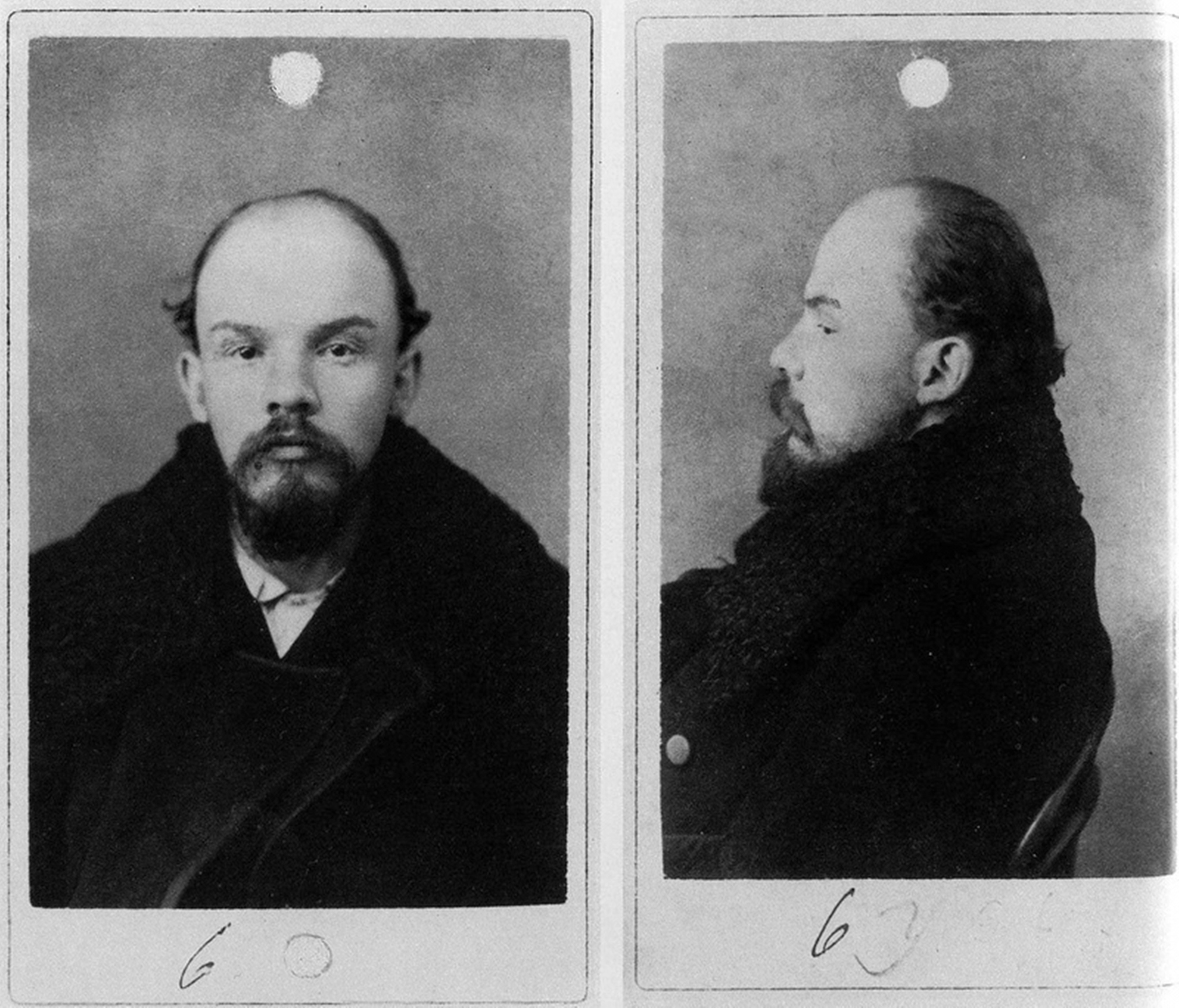
Foto segnaletica di Lenin della polizia zarista (1895)

### Vittime e carnefici

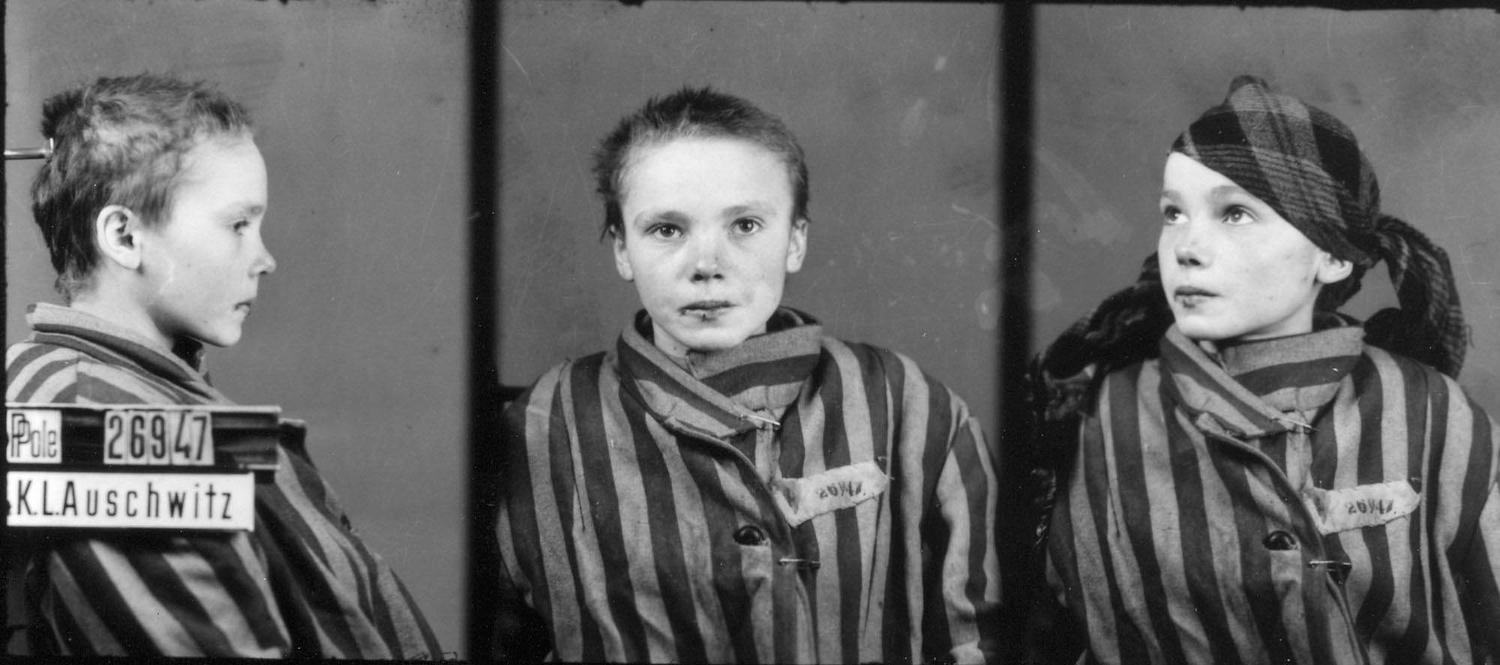
Foto segnaletica di Czesława Kwoka

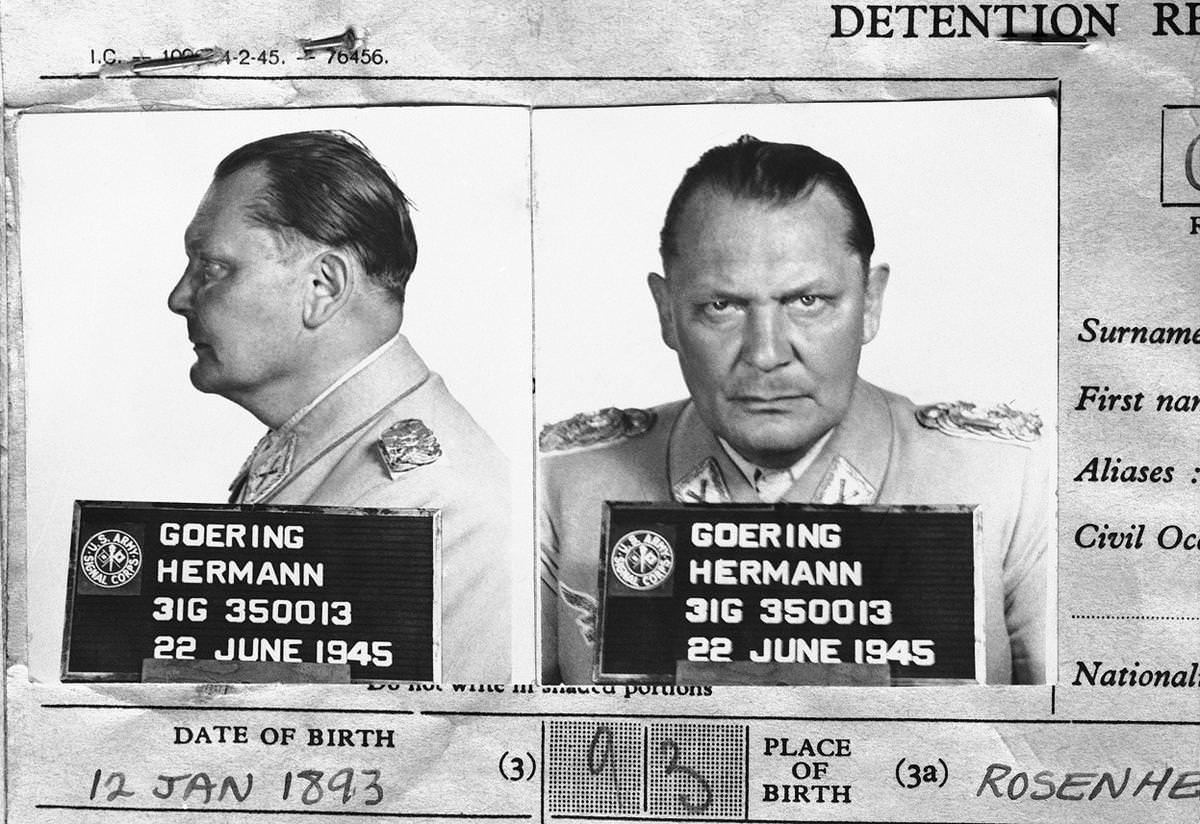

Le generazioni future potranno avere una memoria visiva della tragedia della Shoah grazie a fotografi come  Wilhelm Brasse (Żywiec, 3 dicembre 1917 – Żywiec, 23 ottobre 2012). Polacco di nascita, fotografo ritrattista anche prima della guerra, finì ad Auschwitz per essersi rifiutato di giurare fedeltà al regime. Brasse, insieme ad altri fotografi prigionieri, ebbe l'ordine di ritrarre i prigionieri del campo sia di fronte che di profilo destro e sinistro, facendo parte della "Erkennungsdienst", unità di identificazione fotografica, una sezione della RSHA (Reichssicherheitshauptamt). Brasse lavorò anche per Josef Mengele, il medico criminale nazista, il "Dottor Morte", che gli ordinò di fotografare le sue vittime nel corso degli esperimenti. Brasse scattò fra i 40 e i 50.000 "ritratti" dal 1940 al 1945. Quando all'approssimarsi dell'esercito sovietico ricevette l'ordine di distruggere foto e negativi, Brasse riuscì a nascondere il materiale nelle camerate del campo. A sinistra, uno dei ritratti segnaletici scattati da Brasse: la ragazza nella foto è la 14enne Czesława Kwoka, che non parlava tedesco, uccisa di lì a poco. Come testimonia Brasse, prima della foto la ragazza era stata picchiata e bastonata dai nazisti. A destra la foto segnaletica di Hermann Goering scattata a Norimberga poco prima del suo suicidio nell'aprile del 1945.

### Foto segnaletiche o pop art?

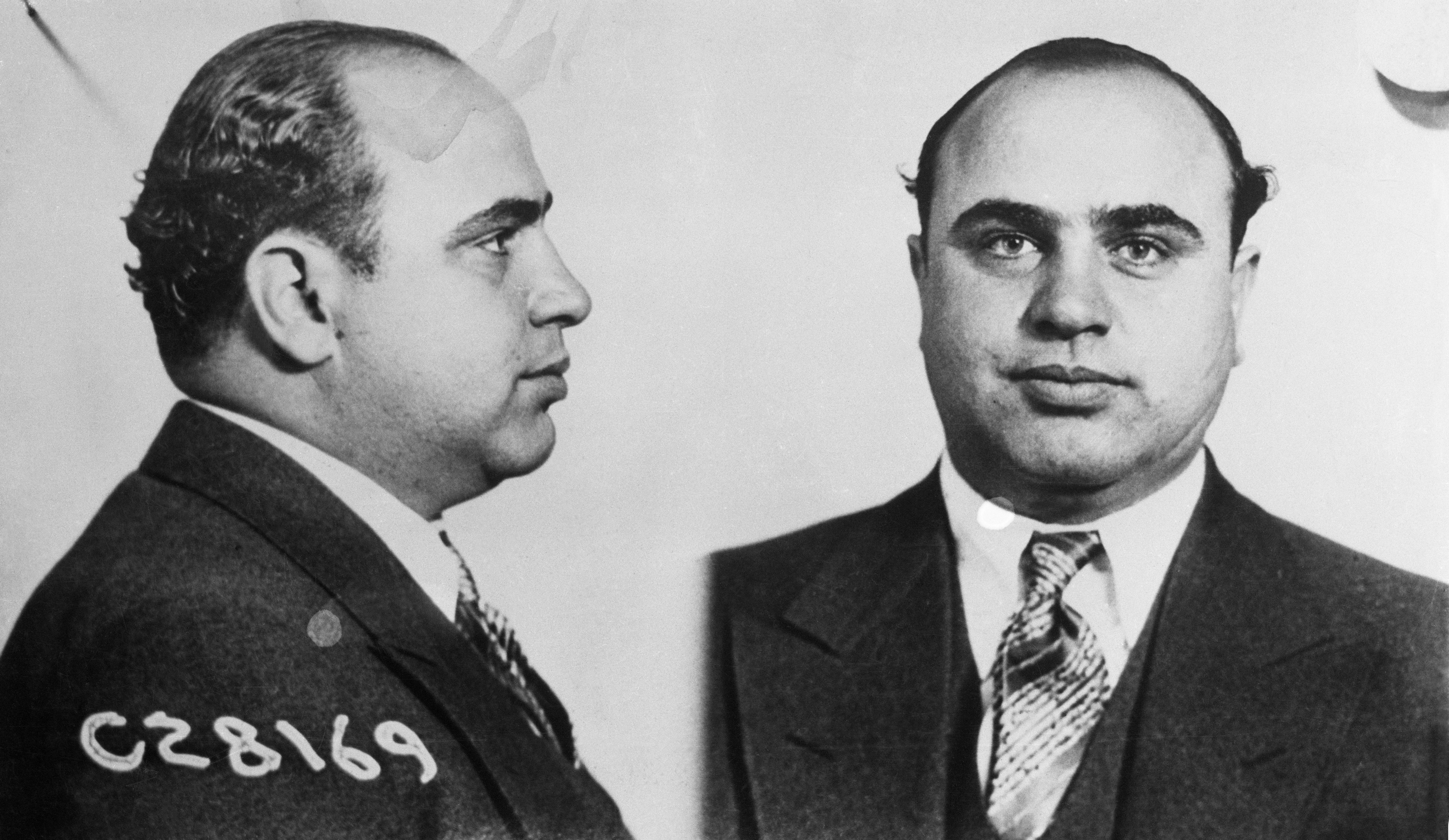
Foto segnaletica di Al Capone.

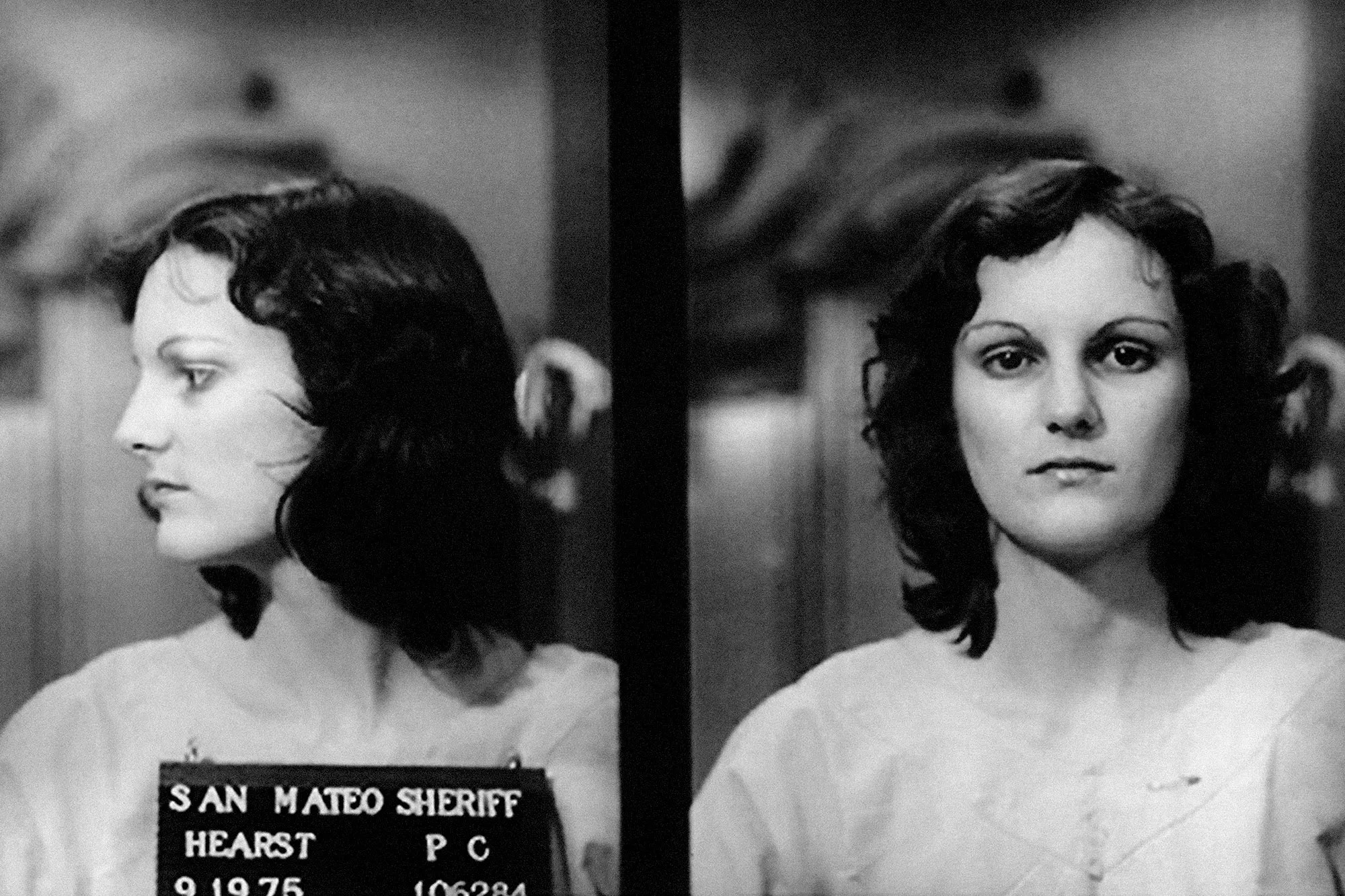
Foto segnaletica di Patty Hearst.

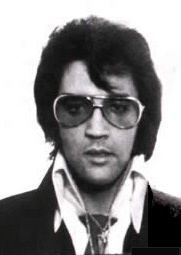
Foto segnaletica di Elvis Presley.

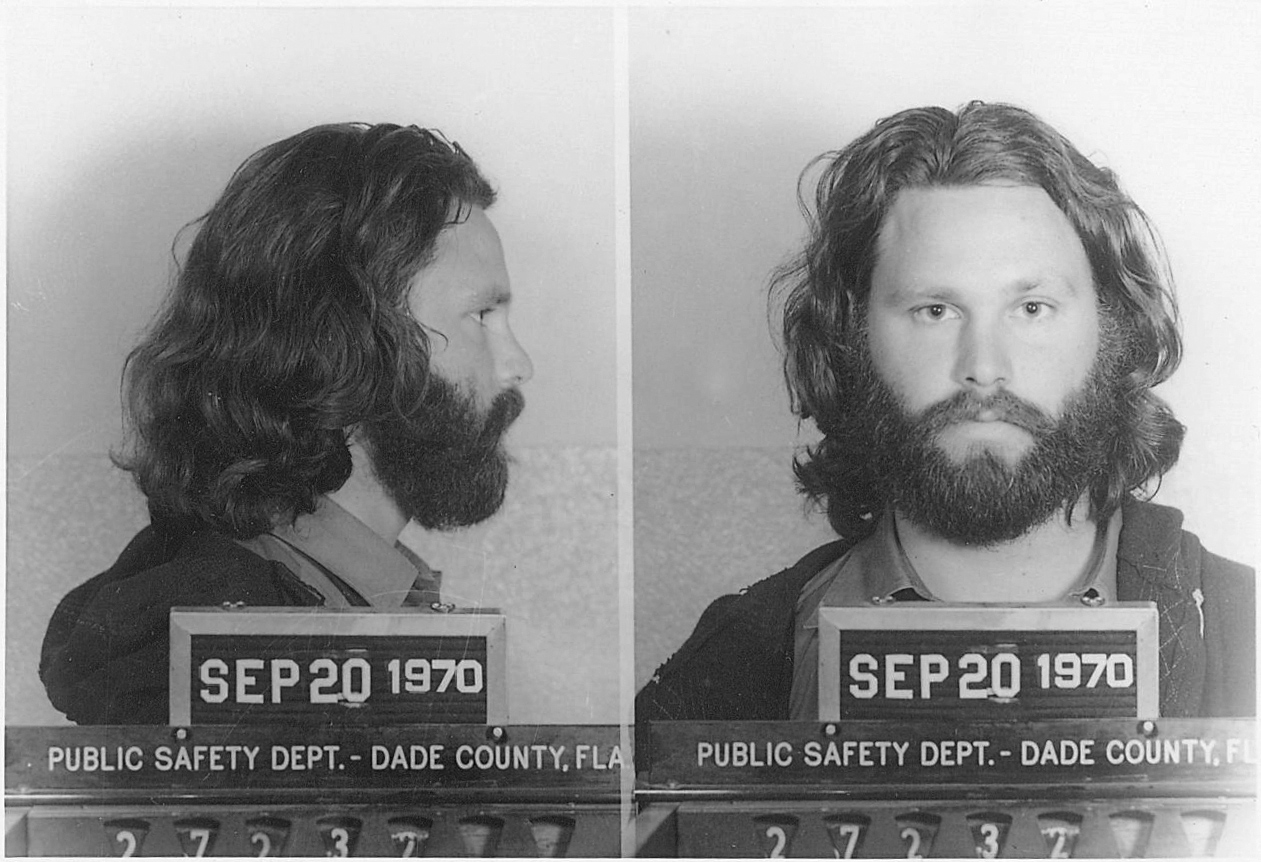
Foto segnaletica di Jim Morrison.

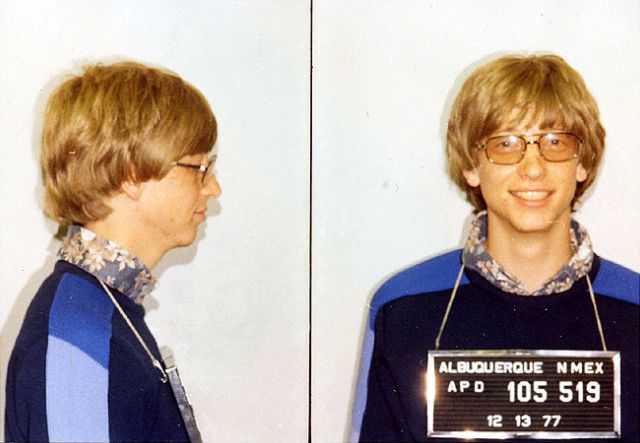
Foto segnaletica di Bill Gates.

Con l'avvento dei mezzi di comunicazione di massa, le foto segnaletiche da strumenti investigativi sono entrati nella immaginazione collettiva. Se all'inizio del secolo questa risonanza era riservata ai grandi criminali come Al Capone o Bonnie & Clyde, col passare degli anni la morbosità del pubblico si è spostata a celebrità come cantanti, attori e stelle del jet set. Ad oggi ci sono diversi siti che pubblicano le istantanee giudiziarie di persone famose incappate nelle maglie della giustizia. 
A sinistra in alto la foto segnaletica di Al Capone, scattata nel 1931. A destra in alto Patty Hearst, ereditiera di un enorme gruppo editoriale, rapita dal movimento di liberazione simbionese e poi solidale con i rapitori, al momento dell'arresto nel 1975. A sinistra in basso la foto segnaletica di Elvis Presley del 1970. A destra al centro Jim Morrison, leader dei Doors nella segnaletica del 1970, pochi mesi prima della sua morte. A destra in basso Bill Gates, maggiore azionista di Microsoft, nel 1977.